# The Crime of Carelessness
The Crime of Carelessness est un film américain sorti en 1912.

## Fiche technique
- Titre : The Crime of Carelessness
- Scénario : James Oppenheim
- Production : Edison Manufacturing Company
- Format : Noir et blanc
- Pays d'origine : États-Unis
- Genre : Drame
- Durée : 14 minutes
- Date de sortie : 30 décembre 1912

## Distribution
- Bigelow Cooper : le propriétaire de l'usine
- Mabel Trunnelle : Hilda, l'ouvrière amoureuse
- Barry O'Moore : Tom Watts, machiniste amoureux
- Austin Conroy : l'inspecteur
- John Sturgeon : le père de Hilda
- Mrs. William Bechtel : la mère de Hilda